# Sayed Shubbar Alawi
Sayed Shubbar Alawi (arabe : سيد شبر علوي), né le 11 août 1985 à Manama à Bahreïn, est un joueur de football international bahreïnien, qui évolue au poste de gardien de but.

## Biographie

### Carrière en sélection
Il reçoit sa première sélection en équipe de Bahreïn le 23 mars 2009, en amical contre le Zimbabwe (victoire 5-2).
Il participe avec cette équipe à la Coupe du Golfe des nations en 2017. Lors de cette compétition, il joue quatre matchs. Le Bahreïn s'incline en demi-finale face à l'équipe d'Oman.
En janvier 2019, il est retenu par le sélectionneur Miroslav Soukup (en) afin de participer à la Coupe d'Asie des nations organisée aux Émirats arabes unis. Il joue quatre matchs lors de ce tournoi, qui voit le Bahreïn s'incliner en huitièmes de finale face à la Corée du Sud.

## Palmarès
- Champion de Bahreïn en 2014 avec le Riffa Club
- Vainqueur de la Coupe de Bahreïn en 2018 avec Al-Najma
- Finaliste de la Coupe de Bahreïn en 2010 avec le Busaiteen Club et en 2016 avec le Riffa Club
- Finaliste de la Supercoupe de Bahreïn en 2014 avec le Riffa Club